# Drymatus
Drymatus is een geslacht van kevers uit de familie van de loopkevers (Carabidae). De wetenschappelijke naam van het geslacht is voor het eerst geldig gepubliceerd in 1862 door Motschulsky.

## Soorten
Het geslacht Drymatus is monotypisch en omvat slechts de volgende soort:
- Drymatus tesselatus Motschulsky, 1862